# Kraslava (distrito)
Krāslava (letão: Krāslavas rajons) é um distrito da Letônia localizado na região de Latgale. Sua capital é a cidade de Krāslava.
A população é composta de: Letões (48,7%), russos (24,7%), Bielorrussos (17%) e outros (9,6%).

## Cidades
- Dagda
- Kraslava